# Jugulator
Jugulator — тринадцятий студійний альбом англійської групи Judas Priest.

## Композиції
1. Jugulator — 5:50
2. Blood Stained — 5:26
3. Dead Meat — 4:44
4. Death Row — 5:04
5. Decapitate — 4:39
6. Burn in Hell — 6:42
7. Brain Dead — 5:24
8. Abductors — 5:49
9. Bullet Train — 5:11
10. Cathedral Spires — 9:17